# Anfiteatro morenico di Ivrea

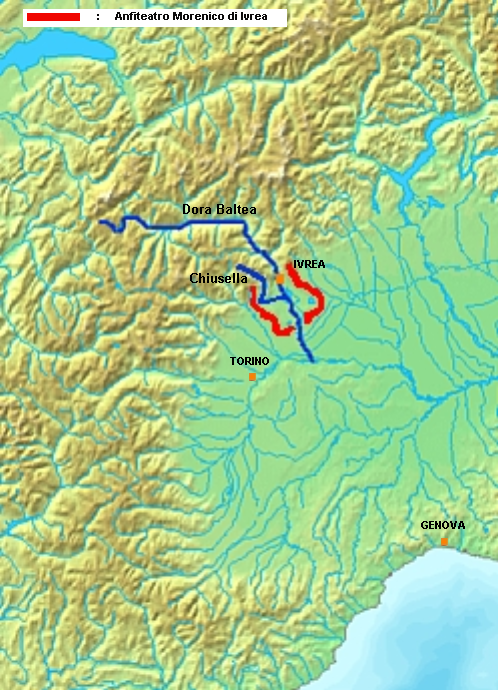
Collocazione geografica dell'anfiteatro morenico di Ivrea

L'anfiteatro morenico di Ivrea (talvolta abbreviato in AMI) è un rilievo morenico di origine glaciale situato nel Canavese. Amministrativamente interessa la città metropolitana di Torino e, più marginalmente, la provincia di Biella e la Provincia di Vercelli. L'AMI risale al periodo Quaternario e fu creato dal trasporto di sedimenti verso la Pianura Padana operato nel corso delle glaciazioni dal grande ghiacciaio che percorreva la vallata della Dora Baltea. Con una superficie di più di 500 km² è una tra le unità geomorfologiche di questo tipo meglio conservate al mondo. Come estensione è superato in Italia solo dall'analoga formazione che circonda il lago di Garda. Il nome anfiteatro, usualmente dato a queste strutture geomorfologiche, fa riferimento alla loro caratteristica forma ellittica evidente quando questa è riportata come pianta su una mappa.

## Orografia

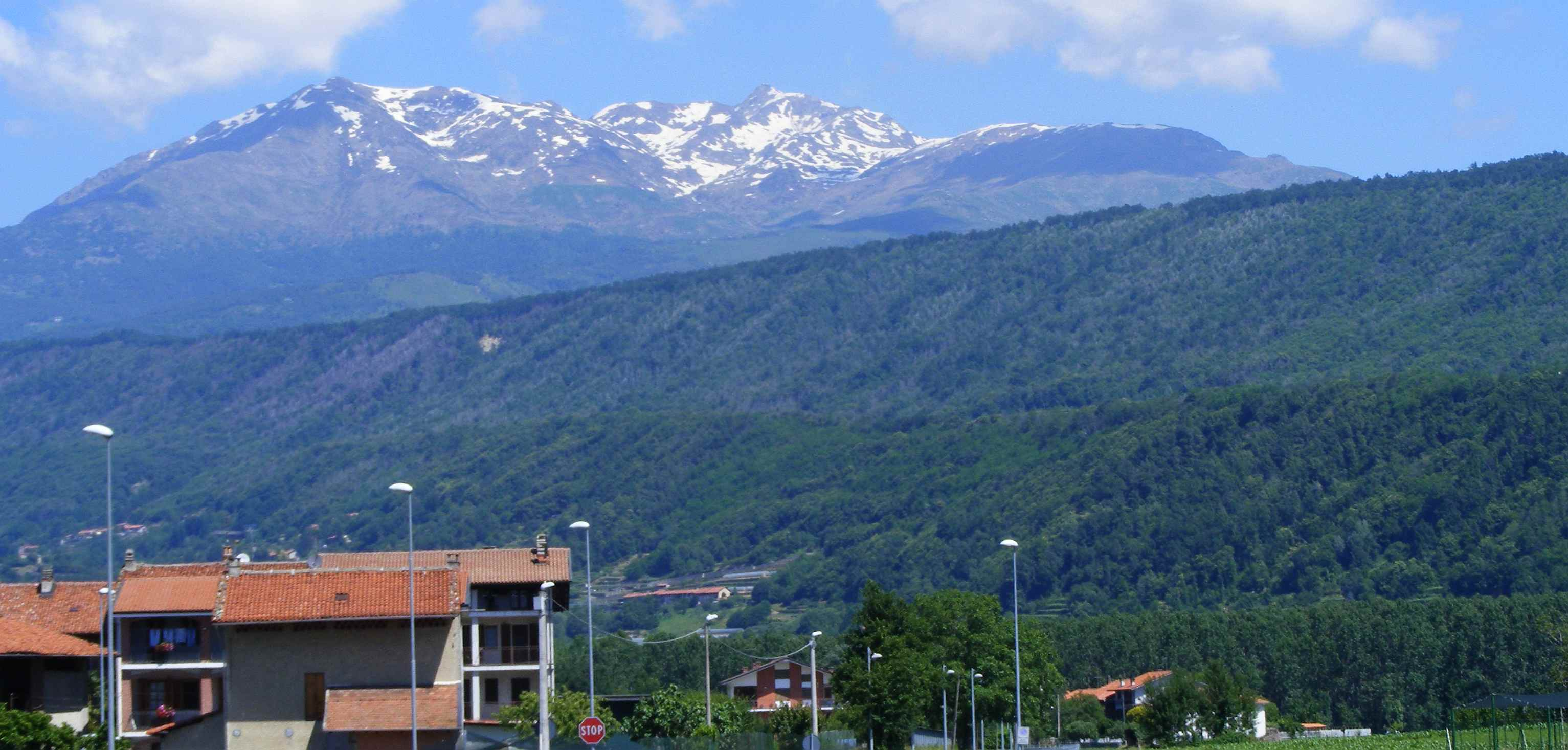
La Serra a Bollengo e il Mombarone

In tutta la zona interessata sono ben evidenti le varie pulsazioni glaciali che nel tempo hanno prodotto imponenti accumuli morenici. Tra questi si segnala in particolare la morena laterale sinistra dell'antico ghiacciaio, detta Serra di Ivrea: si tratta della più grande formazione del genere esistente nell'Europa. La Serra prende origine alle pendici meridionali del Mombarone (2371 m s.l.m.) e si dirige con percorso quasi rettilineo verso sud-est per quasi 20 km sfrangiandosi poi nelle alture che circondano il lago di Viverone. È costituita da una serie di creste sub-parallele la più alta delle quali raggiunge un dislivello massimo di 600 metri rispetto alla pianura interna all'AMI nella zona di Andrate. Questo dislivello si riduce gradualmente verso est fino a toccare i 250 metri circa nei pressi di Zimone.
Il suo omologo destro, di forma meno regolare, è rappresentato dai rilievi situati tra Bairo e lo sbocco del torrente Chiusella sulla pianura. Anche qui nella zona di saldatura con la catena alpina si toccano le altitudini maggiori (circa 800 m s.l.m. nei pressi di Brosso); tra Strambinello e Baldissero Canavese la continuità della catena collinare viene poi interrotta dalla gola con la quale il Chiusella devia a est dirigendosi verso la confluenza nella Dora Baltea.
La morena frontale è invece costituita da una successione di colline che si estendono tra Agliè e Viverone e che vengono interrotte tra Mazzè e Villareggia dal varco aperto dalla Dora Baltea. Il punto culminante di questo settore della morena è il Bric Vignadoma (520 m s.l.m.), nei pressi di Vialfrè.

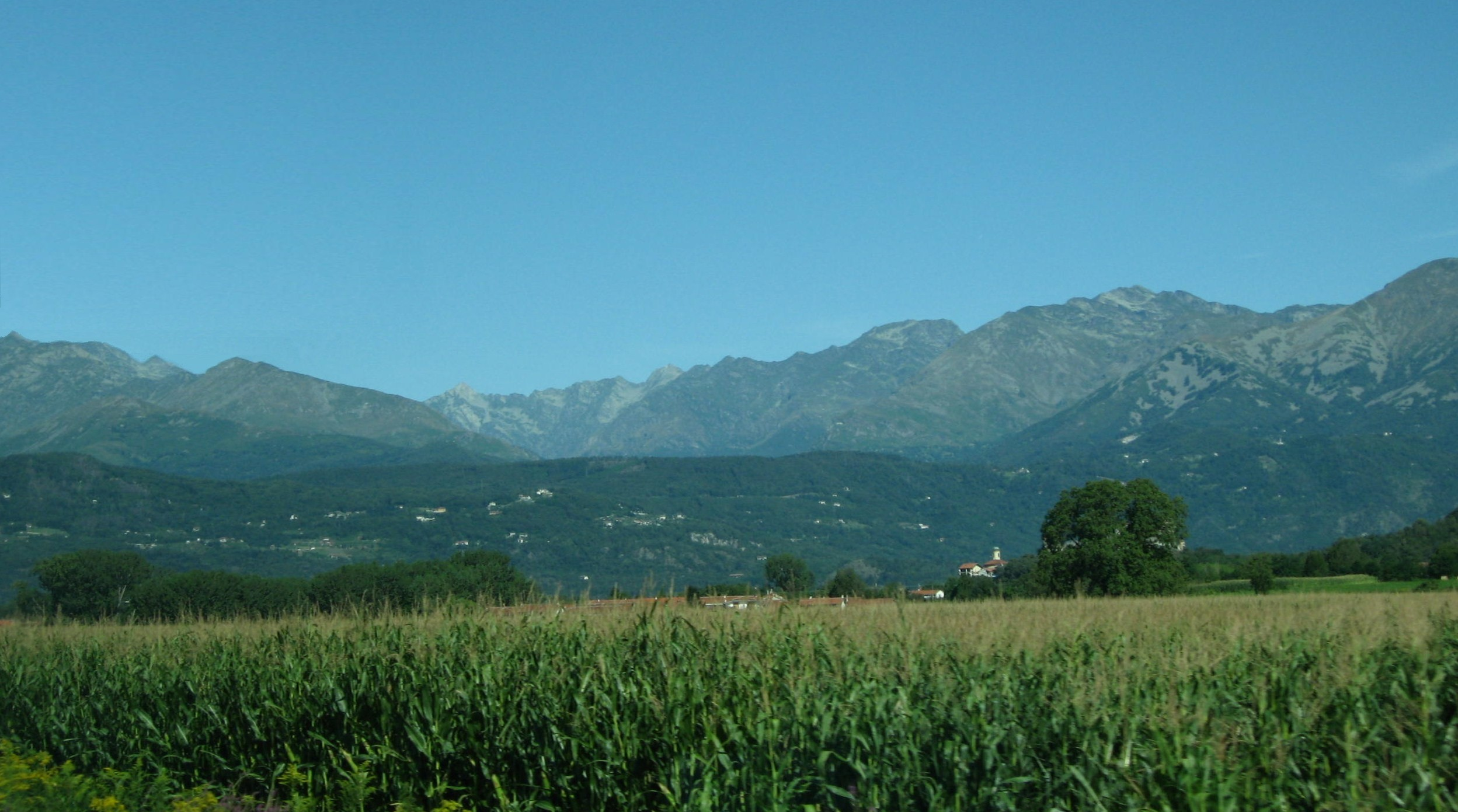
La pianura interna presso Samone

All'interno dell'anfiteatro si trova la vasta area pianeggiante, la cui quota altimetrica è in generale compresa tra i 210 e i 270 m s.l.m., nella quale sono situati numerosi centri abitati tra i quali la città di Ivrea. La continuità di questa pianura è interrotta qua e là da rilievi isolati e da alcuni cordoni collinari minori; uno di questi definisce al suo interno il Piccolo Anfiteatro Morenico, centrato sui paesi di Strambino e Scarmagno. Anche il bacino imbrifero del lago di Viverone è definito, oltre che dalla cerchia morenica esterna dell'AMI, anche da depositi interni di minori dimensioni; i comuni di questa zona si sono raggruppati nella comunità collinare Intorno al Lago.
Secondo la classificazione orografica SOIUSA i rilievi situati in destra idrografica della Dora appartengono alle Alpi Graie e, più in particolare, al gruppo alpino della Rosa dei Banchi, mentre le morene in sinistra idrografica fanno parte delle Alpi Biellesi e quindi anche delle Alpi Pennine.

## Idrografia

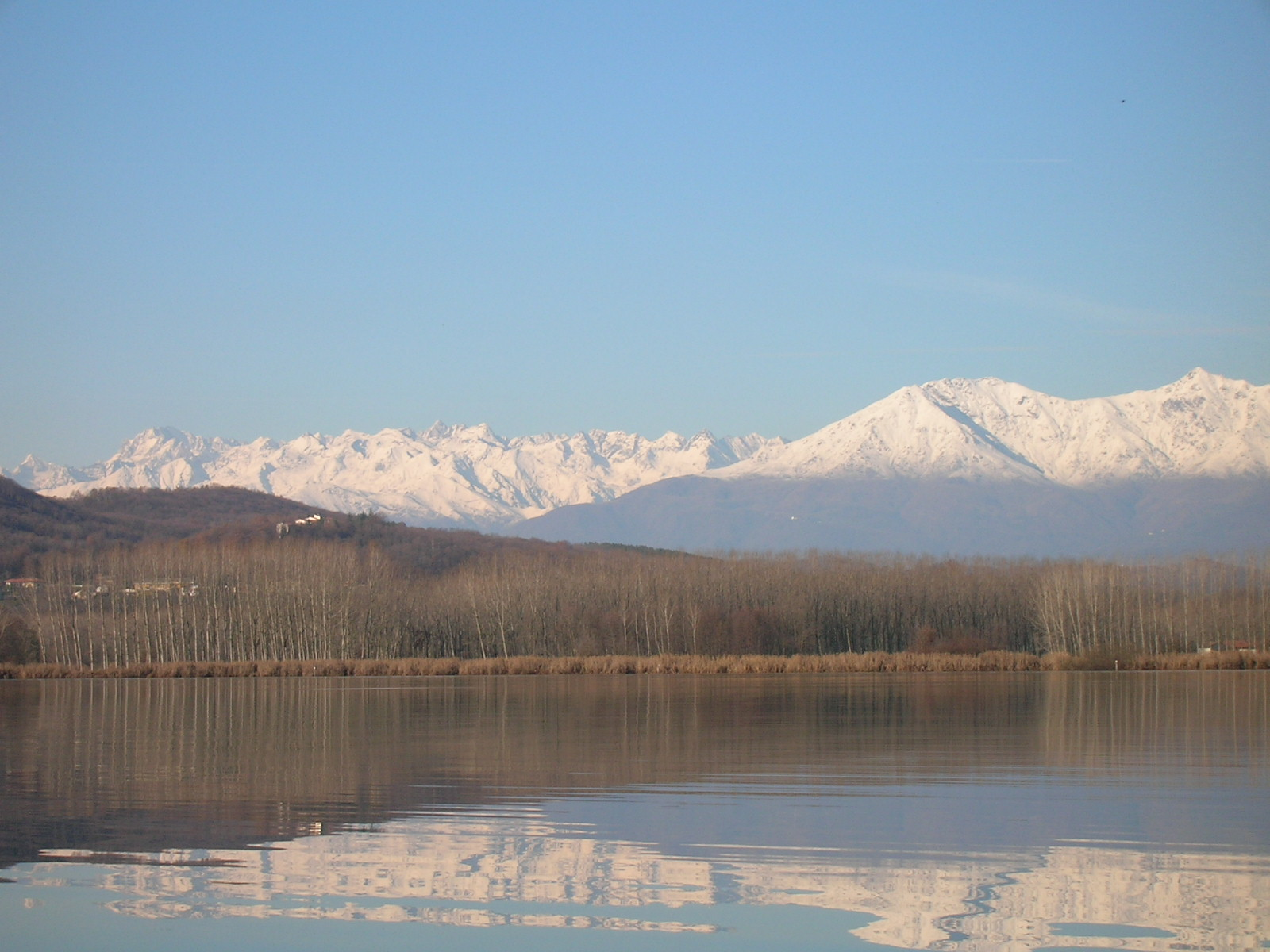
Il lago di Candia

L'AMI è attraversato in senso nord-sud dalla Dora Baltea, che raccoglie anche le acque del Chiusella e di altri corsi d'acqua di minore importanza. Parte dell'acqua trasportata dalla Dora viene captata dal Naviglio di Ivrea e, dopo avere fornito acqua alla risicoltura vercellese, risulta deviata verso il bacino del Sesia. I versanti esterni delle colline che compongono l'AMI sono tributari dei bacini dell'Orco (a ovest) e dell'Elvo (ed est).
Tra i vari cordoni morenici che compongono l'anfiteatro si annidano numerosi laghi la cui formazione è strettamente correlata alla vicenda geologica dell'AMI. Mentre il lago di Viverone è piuttosto vasto (per superficie si tratta del terzo specchio d'acqua del Piemonte) gli altri sono di dimensioni medio-piccole. Appena a nord di Ivrea si trovano i cosiddetti 5 laghi, il maggiore dei quali è il Sirio; la morena laterale destra ospita invece il lago di Alice e quello di Meugliano, mentre tra le colline che compongono la morena frontale si collocano il lago di Candia e quelli, più piccoli, di Maglione e di Moncrivello.
I più estesi tra questi specchi d'acqua appartengono alla categoria dei laghi intermorenici, che sono cioè stati intrappolati tra i cordoni morenici deposti nel corso delle diverse pulsazioni glaciali che hanno interessato la zona. In altri casi però l'origine geologica viene riferita in modo più diretto all'azione del ghiacciaio: il lago di Alice e i 5 laghi di Ivrea vengono infatti considerati dai geologi laghi da erosione glaciale.
| Lago                | Sup. specchio d'acqua (km²) | Sup. bacino (km²) | Quota (m s.l.m.) | Origine           |
| ------------------- | --------------------------- | ----------------- | ---------------- | ----------------- |
| Lago di Viverone    | 5,72                        | 25,7              | 229              | intermorenico     |
| Lago di Candia      | 1,35                        | 7,5               | 227              | intermorenico     |
| Lago Sirio          | 0,29                        | 1,4               | 266              | erosione glaciale |
| Lago di Bertignano  | 0,09                        | 0,6               | 377              | intermorenico     |
| Lago di Campagna    | 0,1                         | 4,1               | 238              | erosione glaciale |
| Lago Nero           | 0,1                         | 1,3               | 299              | erosione glaciale |
| Lago di Alice       | 0,096                       | 1,05              | 575              | erosione glaciale |
| Lago di Moncrivello | 0,03                        | 0,3               | 263              | intermorenico     |
| Lago San Michele    | 0,07                        | 0,7               | 239              | erosione glaciale |
| Lago Pistono        | 0,12                        | 2,8               | 280              | erosione glaciale |
| Lago di Meugliano   | 0,029                       | 0,18              | 717              | intermorenico     |
| Lago di Maglione    | 0,05                        | 2,7               | 251              | intermorenico     |

## Geologia

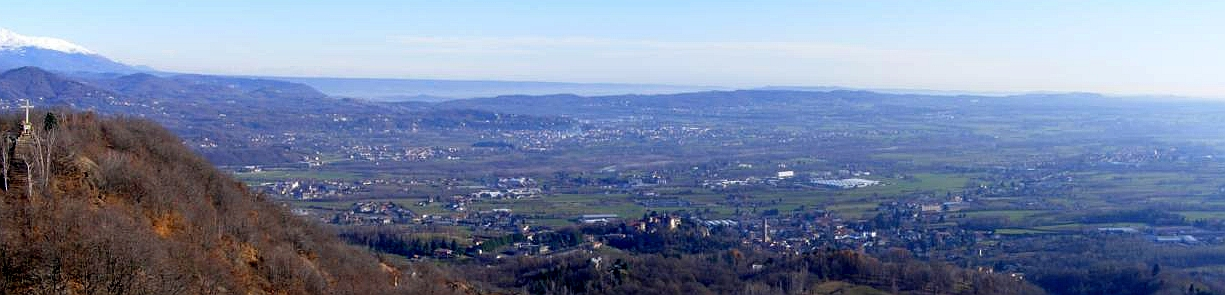
L'anfiteatro visto da sud-ovest (Belmonte); sullo sfondo si nota la Serra e, davanti a questa, le morene frontali

Già prima della nascita della moderna geologia alcune leggende diffuse nel Canavese narravano dell'esistenza nell'area dell'AMI di un vasto lago (la cui esistenza è negata dai geologi) che Ypa, la mitica regina-sacerdotessa che guidava il popolo dei Salassi, avrebbe bonificato facendo scavare una galleria nei pressi di Mazzè in modo da scaricarne le acque all'esterno della cerchia di colline che gli faceva da argine verso sud. Tracce di questa leggenda sono forse presenti anche nella cronaca De bello canepiciano, redatta da Pietro Azario nel XIV secolo, nella quale viene riportata come notizia certa quella dell'antica presenza di un grande lago nella zona. A partire dalla seconda metà del XIX secolo l'origine dell'AMI venne studiata da vari geologi piemontesi; i primi, classici studi si devono a Luigi Bruno (1877), Carlo Marco (1892, 1893) e al geografo Giovanni De Agostini (1894, 1895). Tali studi vennero in seguito approfonditi arrivando ai lavori di sintesi degli anni settanta del Novecento ad opera del geologo Francesco Carraro.

### Il substrato
Il substrato roccioso sul quale oggi sorge l'Anfiteatro Morenico di Ivrea appartiene a tre distinte unità geologiche, separate tra loro dalla linea Insubrica. Questa importante discontinuità tettonica si divide nell'area biellese e canavesana in due faglie ad andamento quasi parallelo: la Linea del Canavese Interna, più meridionale, e la Linea del Canavese Esterna, più settentrionale. Nella zona dell'AMI a nord della Linea del Canavese Esterna si trova la Zona Sesia-Lanzo, composta principalmente da micascisti e, in genere, da rocce che subirono processi metamorfici in profondità; essa comprende il Mombarone in sinistra idrografica e il Monte Gregorio sul lato opposto della Dora. Tra le due linee canavesane è compresa la zona del Canavese, un'area geologicamente caratterizzata da tipi litologici piuttosto eterogenei e che affiora nei pressi di Montalto Dora e dei 5 laghi. A sud della Linea del Canavese Interna il substrato roccioso appartiene invece alla Zona Ivrea Verbano. Tra i vari tipi di rocce che costituiscono questa unità geologica nell'area dell'AMI son particolarmente rare le granuliti basiche, che secondo gli studi geologici ebbero origine dalle porzioni della crosta continentale più profonde, nei pressi del suo confine con il mantello terrestre. Parte della città di Ivrea è stata costruita su questo substrato roccioso, che affiora in modo evidente nei pressi del santuario di Monte Stella.

### Le fasi glaciali

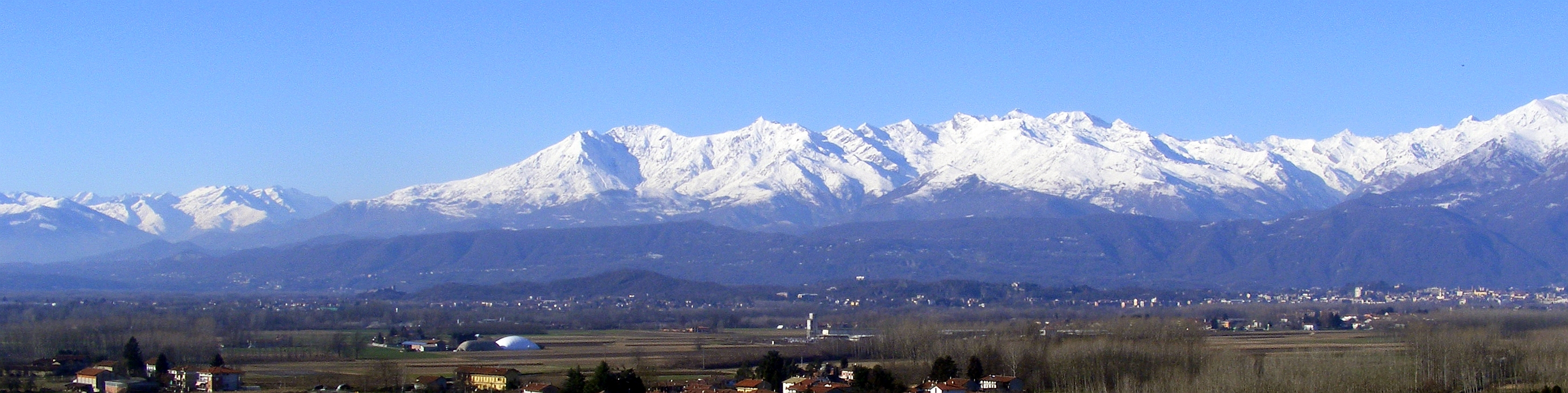
La morena laterale destra vista dal castello di Albiano; sullo sfondo i monti della Val Sacra (a sinistra la Quinseina e al centro la Punta di Verzel)

Secondo i geologi nella fase finale del Pliocene, il periodo geologico che precedette la formazione dell'anfiteatro morenico, nell'area canavesana il mare che occupava a quei tempi il bacino padano e che si spingeva fino all'interno delle valli d'Aosta e dell'Orco venne gradualmente riempito dai sedimenti originatisi dall'erosione della catena alpina.
L'AMI si è invece formato durante il Pleistocene quando, a causa della diminuzione delle temperature medie e delle maggiori precipitazioni sull'arco alpino, iniziò ad accumularsi una notevole massa di ghiaccio che veniva portata a valle da grandi ghiacciai. In particolare il fondovalle di quella che è oggi la Valle d'Aosta venne a più riprese totalmente occupato dal Ghiacciaio Balteo, che con un percorso simile a quello dell'odierna Dora Baltea usciva sulla pianura canavesana per poi allargarsi a ventaglio arrivando a lambire, nelle fasi di più intensa glaciazione, gli attuali abitati di Caluso e di Agliè.
Le fasi glaciali del Pleistocene venivano tradizionalmente suddivise dalla letteratura geologica in Mindel, Riss e Würm. In passato la denominazione delle tre cerchie moreniche principali che costituiscono l'Ami era mutuata direttamente da tali sotto-periodi, la cui suddivisione temporale fu determinata principalmente sulla base degli studi sugli effetti delle glaciazioni a nord delle Alpi. In seguito questa classificazione non venne più considerata sufficientemente accurata per descrivere l'evoluzione geologica dei bacini situati a sud della catena alpina, così che l'attuale suddivisione delle cerchie moreniche è diventata quella riportata nella tabella seguente (rielaborata dalla Carta Geologica dell'Anfiteatro Morenico della Serra):
| Periodo               | Inizio periodo (milioni di anni fa) | Cerchia morenica           | Vecchia attribuzione |
| --------------------- | ----------------------------------- | -------------------------- | -------------------- |
| Pleistocene superiore | 0,13                                | Gruppo Bollengo-Strambino  | Würm                 |
| Pleistocene medio     | 0,73                                | Gruppo della Serra d'Ivrea | Riss                 |
| Pleistocene inferiore | 1,65                                | Gruppo San Michele - Borgo | Mindel               |

I depositi lasciati dalla più antica delle tre pulsazioni glaciali principali (gruppo San Michele - Borgo) sono i più esterni e risultano meglio individuabili sul lato sinistro dell'AMI, nell'area biellese della Serra. La morena frontale e buona parte di quella destra sono infatti state ricoperte dai detriti lasciati dalla fase successiva, iniziata circa 700.000 anni fa. Durante questo periodo venne deposta la meglio conservata delle tre cerchie moreniche, il gruppo della Serra d'Ivrea. Oltre al corpo principale della Serra questo comprende buona parte della morena frontale oggi osservabile (la zona grosso modo compresa tra Moncrivello e Torre di Bairo) e parte dei rilievi situati allo sbocco della Valchiusella. I rilievi collinari dovuti a questa fase glaciale sono quelli che raggiungono le altezze maggiori anche perché essi furono in qualche modo arginati dalla presenza delle morene lasciate dalla precedente pulsazione, cosa che diede luogo a una elevazione maggiore rispetto a quella che si sarebbe avuta nel caso di una deposizione indisturbata su un'area pianeggiante. Il terzo gruppo di depositi, denominato di Bollengo-Strambino (o anche di Bollengo-Albiano), è il più recente ed è situato all'interno dei due precedenti; comprende alcuni cordoni morenici di minore sviluppo altimetrico nonché la Serretta, una bassa collina che si stacca dal corpo principale della Serra nei pressi di Bollengo.
Va osservato che gli altri episodi glaciali che hanno punteggiato la storia del Pleistocene non hanno lasciato tracce nell'area perché i loro depositi sono stati in seguito ricoperti e/o spostati dalle masse sedimentarie riferite alle tre cerchie moreniche principali.

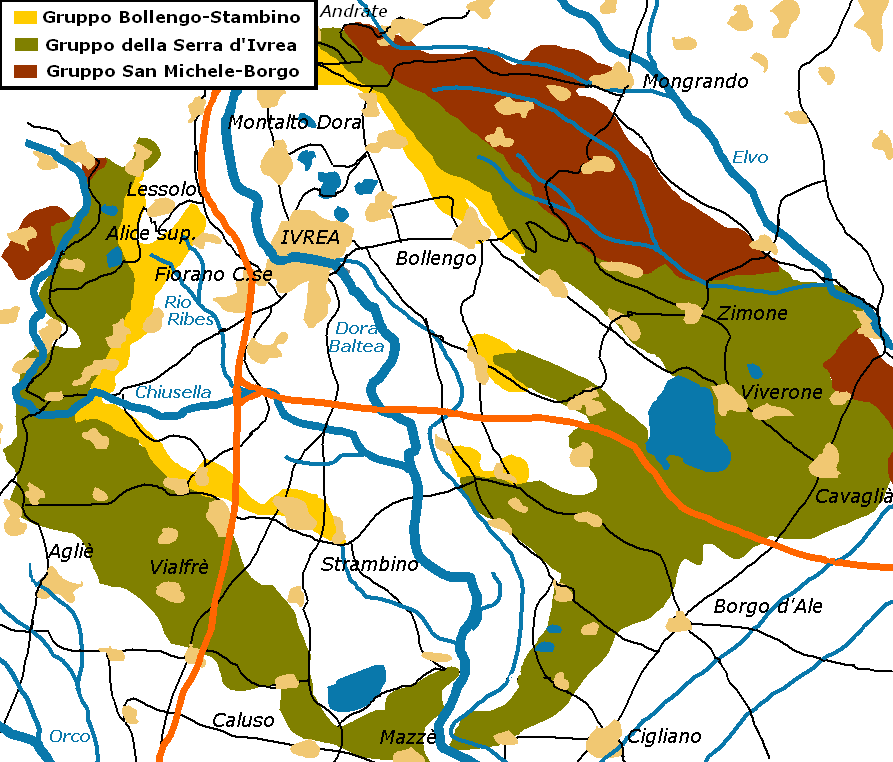
Le tre cerchie moreniche

La creazione dei grandi apparati morenici allo sbocco della Valle d'Aosta non ebbe impatto solo sull'area oggi compresa nell'AMI ma modificò in modo anche consistente l'idrografia dei territori limitrofi. Dalle ricerche paleogeografiche (in particolare dei geologi Francesco Carraro e Franco Gianotti) emerge per esempio che anticamente il torrente Cervo, dopo essere uscito dell'omonima vallata alpina, si dirigeva decisamente verso sud e confluiva nella Dora Baltea pressappoco dove oggi sorge Verrone. In questa ricostruzione anche il Viona, l'Elvo e l'Oropa andavano a confluire direttamente nella Dora, il cui antico corso era spostato nettamente più a nord-est rispetto a quello attuale. La deposizione dell'enorme apparato morenico della Serra e di coltri sedimentarie a est della stessa cambiarono però questa configurazione e deviarono progressivamente verso oriente il corso del Cervo portandolo infine a confluire nella Sesia. I sedimenti trasportati dal Ghiacciaio Balteo sbarrarono inoltre la strada verso la Dora agli attuali affluenti di destra del Cervo stesso convogliando così anche le loro acque verso il bacino del Sesia.
Per quanto riguarda invece la pianura interna all'anfiteatro è interessante notare come essa sia ribassata rispetto alle aree pianeggianti circostanti. Ad esempio in sinistra idrografica della Dora a Moncrivello, il cui capoluogo è situato a cavallo della cerchia morenica, le aree pianeggianti situate all'interno dell'anfiteatro si trovano ad una quota di circa 215 m s.l.m. mentre quelle ad est del paese, esterne all'AMI, hanno una quota media attorno ai 260 metri. Anche questo fenomeno è dovuto all'azione erosiva del Ghiacciaio Balteo il cui scorrimento, nei periodi di massima espansione, abbassò il piano di campagna trasferendo una parte dei sedimenti che lo componevano nei rilievi morenici in via di formazione.

### Le fasi interglaciali

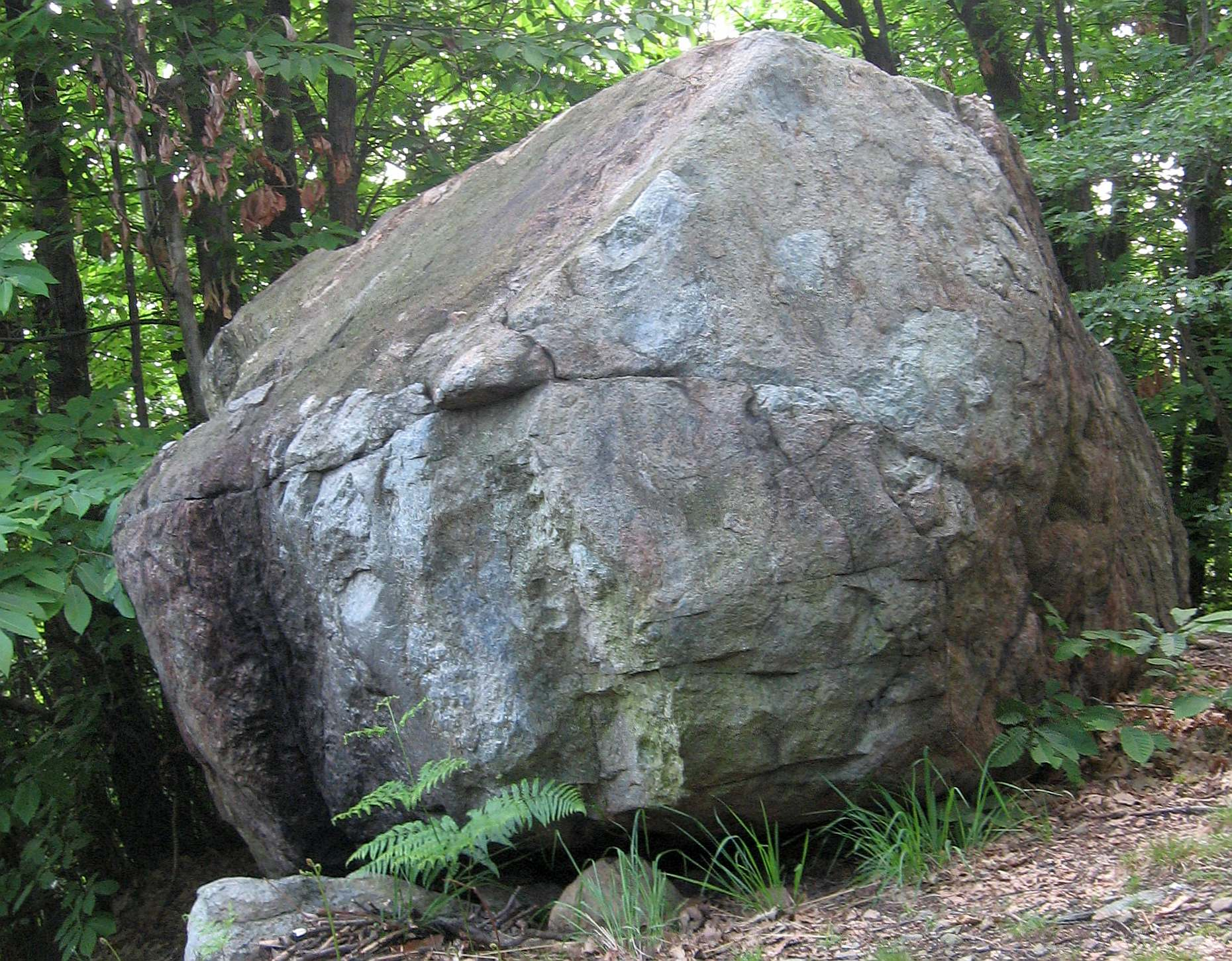
Masso erratico sul Monte Orsetto

I periodi di tempo trascorsi tra due successive pulsazioni glaciali vengono detti periodi interglaciali e sono caratterizzati, nelle zone montuose e pedemontane, dall'arretramento della fronte dei ghiacciai all'interno delle vallate di provenienza. Nel caso specifico dell'AMI gli studi geologici più recenti hanno rilevato, grazie all'analisi dei sedimenti, che ad ogni fase di ritiro del ghiacciaio Balteo corrispose una fase lacustre più o meno generalizzata. Le acque derivate dallo scioglimento del ghiacciaio e quelle portate a valle dalla Dora e dai suoi affluenti venivano infatti intrappolate all'interno degli avvallamenti dovuti alla escavazione glaciale e tra i cordoni morenici abbandonati del ritiro del Ghiacciaio stesso.
Una delle conseguenze del ritiro del Ghiacciaio Balteo fu la cattura da parte della Dora Baltea della porzione montana del bacino del torrente Chiusella. Circa 150.000 anni fa il Chiusella, nel tratto a valle dell'attuale diga della Gurzia, doveva infatti scorrere in direzione sud-ovest per andare poi a confluire nell'Orco in sinistra idrografica. Dopo l'ultima glaciazione però la maggiore pendenza e la minore resistenza all'erosione delle rocce sul lato orientale del torrente provocarono l'aumento della forza erosiva dei piccoli corsi d'acqua che, scendendo verso sud-est, andavano a confluire nella Dora Baltea. Uno di essi, spostando verso l'alto la testata del proprio piccolo bacino, scavò la profonda forra ancor oggi osservabile a valle del lago Gurzia e finì per catturare il Chiusella. Questo venne così incanalato nella marcata ansa a gomito a valle della quale, dirigendosi verso est, va oggi a confluire nella Dora.
Nell'attuale periodo interglaciale, cominciato all'incirca 10.000 anni fa, all'interno dell'AMI si formarono presumibilmente una o più vaste aree lacustri intramoreniche, la cui presenza è testimoniata da sedimenti classati con granulometria fine più fini e ben stratificati rispetto a eterogenei e non stratificati tipici delle morene che costituiscono i rilievi dell'area. Lo svuotamento dell'area lacustre avvenne a seguito del progressivo approfondimento dell'incisione scavata dalla Dora Baltea, il suo effluente, tra Mazzè e Villareggia. Intrappolati tra i cordoni morenici rimasero però per lungo tempo vari specchi d'acqua di dimensioni minori, alcuni dei quali sono tuttora esistenti. Tra questi i più estesi sono il lago di Viverone e il lago di Candia. Altri bacini lacustri di varie dimensioni vennero progressivamente riempiti dai residui solo parzialmente decomposti della vegetazione ripariale e formarono le numerose torbiere ancora osservabili nell'area.

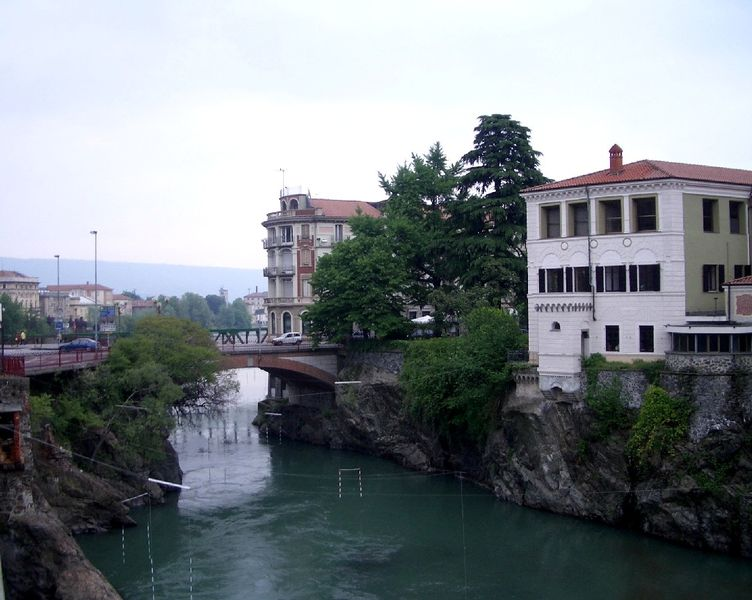
La strettoia della Dora a Ivrea

Con l'interrimento progressivo delle aree lacustri lasciate dal ritiro del ghiacciaio la Dora Baltea cominciò ad erodere la coltre sedimentaria che costituisce la pianura interna all'AMI. Il suo corso, che comprendeva in passato numerosi rami, in conseguenza di questo approfondimento assunse progressivamente una morfologia a canale unico e tendenzialmente meandriforme. I rami più occidentali, che divagavano nella zona di Fiorano e Loranzè, vennero così abbandonati ed il fiume, transitando nella strettoia compresa tra Ivrea e Cascinette, creò una gola ben marcata. Questo stato di cose in occasione di eventi di piena eccezionali dà però luogo alla riattivazione del paleoalveo occidentale a causa dell'effetto diga che si crea quando l'attuale alveo della Dora non riesce a smaltire l'onda di piena proveniente dalla Valle d'Aosta. Il fenomeno si è prodotto parecchie volte in tempi storici ed in particolare, nel XXI secolo, nel corso delle piene degli anni 2000, 2002 e 2008, causando danni notevoli nelle zone attraversate dal paleoalveo.

## Paleobotanica
Con la fase finale dell'ultima glaciazione le aree che si stavano liberando dai ghiacci, sia pure in modo discontinuo e graduale, vennero colonizzate dalla vegetazione prima erbacea e arbustiva e poi forestale. Una idea almeno qualitativa dell'evoluzione della flora nell'area dell'AMI può essere ricavata dallo studio dei diagrammi pollinici ricavati dai sedimenti delle aree lacustri di Viverone e di Alice Superiore datati con metodi radiometrici.
Il ritiro del ghiacciaio Balteo all'interno dell'attuale Valle d'Aosta viene in genere situato attorno ai 20.000 anni prima del presente; in questa prima fase i dati paleobotanici indicano che le fasce esterne dell'anfiteatro morenico erano occupate da boscaglie nelle quali prevalevano l'ontano verde e i salici mentre attorno al lago di Viverone si era sviluppata una copertura forestale continua di larici.
Con l'ulteriore crescita delle temperature durante l'interstadiale Bølling-Allerød si ebbe un brusco aumento del limite superiore della vegetazione forestale, che si portò attorno ai 14.000 anni fa sui 1800 m s.l.m.. In questa fase tra le specie dominanti al larice si affiancarono il pino silvestre, la betulla e i ginepri e, verso la fine del periodo, si ebbe anche una notevole espansione di latifoglie termofile.
Con il ritorno delle temperature fredde avvenuto nel Dryas recente il limite della vegetazione arborea si abbassò nella zona considerata di circa 200-300 metri di quota e gli alberi in vaste aree lasciarono il posto alla prateria. Dopo circa 1.100 anni il periodo freddo terminò e, con le temperature miti caratteristiche dell'Olocene, la copertura forestale poté recuperare rapidamente il terreno perduto.

## La presenza umana e il suo impatto sul territorio
La particolare conformazione geografica dell'AMI ha notevolmente condizionato nel corso del tempo l'uso del suolo e l'insediamento umano sul territorio. Le odierne fotografie satellitari della zona mostrano ad esempio come tuttora le colline moreniche si differenzino per la presenza di estesi boschi dalla pianura interna e dai territori circostanti, caratterizzati invece da un popolamento umano più fitto e dalla prevalenza dell'agricoltura intensiva.

### Preistoria
Anche nell'ipotesi che fossero esistiti insediamenti umani all'interno dell'AMI prima della fase di massima espansione glaciale questi non sarebbero documentabili perché l'azione del ghiacciaio Balteo ne avrebbe cancellato ogni traccia. 
In zona esistono però numerose testimonianze umane risalenti al Neolitico e, in particolare, alla fase finale dell'ultima pulsazione glaciale del Pleistocene inferiore (a partire da circa dieci-dodicimila anni fa). Il popolamento umano si consolidò nel corso dell'età del bronzo; tra i reperti risalenti a questo periodo particolarmente ben conservati sono quelli riferibili ad insediamenti nei pressi di bacini lacustri tuttora esistenti o che con il tempo si sono trasformati in torbiere. Di notevole importanza sono per esempio le ricerche effettuate sui villaggi palafitticoli di Viverone e di Bertignano, dove furono anche rinvenute alcune piroghe.

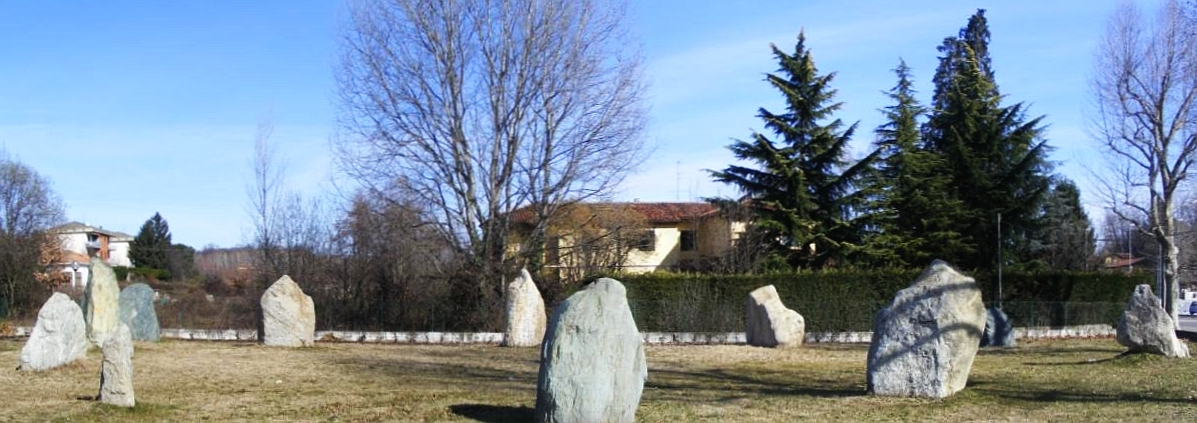
I menhir di Cavaglià

La presenza degli insediamenti umani attorno ai laghi non è evidentemente casuale ma testimonia come gli abitatori di questa parte del Canavese apprezzassero le risorse alimentari aggiuntive fornite dalla pesca e la maggiore sicurezza offerta dagli insediamenti palafitticoli rispetto a quelli di terraferma. Testimonianze di insediamenti umani dell'età del bronzo e del ferro sono comunque presenti anche in zone lontane da quelle lacustri, come ad esempio il complesso megalitico di Cavaglià, situato nell'area sud-orientale dell'AMI. Le favorevoli condizioni climatiche e l'uso di strumenti metallici portarono ad una certa crescita demografica e rafforzarono una pratica agricola integrata all'allevamento di animali.

### Periodo romano
In epoca pre-romana il Canavese fu abitato dai Salassi, un popolo di origine celtica. Il primo scontro con Roma risale al 143 a.C., quando i Salassi resistettero alle truppe del console Appio Claudio Pulcro. Nei successivi quarant'anni non vi furono battaglie degne di nota, ma certamente proseguì la penetrazione economica di Roma, che permise al Senato di fondare nel 100 a.C. la colonia romana di Eporedia (l'odierna Ivrea) su un preesistente villaggio fortificato dei Salassi. La resistenza delle popolazioni in pianura e nella vicina Valle d'Aosta fu risolta nel 25 a.C. dall'imperatore Augusto il quale, come narra lo storico Strabone, ottenne la resa dei Salassi e poté fondare il municipium di Aosta. Già dal 100 a.C. nell'AMI iniziò una notevole trasformazione nell'uso del suolo: in parallelo all'occupazione militare iniziò infatti l'insediamento di cittadini di origine romana o latina, a cui vennero assegnati appezzamenti di terreno accuratamente misurati e censiti dei quali i coloni stessi iniziarono lo sfruttamento agricolo. Tale organizzazione fondiaria della zona di pianura avvenne secondo il classico schema della centuriazione, ossia della ripartizione dei campi con un reticolo di viottoli e canali ortogonali; di questa antica suddivisione è tuttora possibile, secondo gli studi archeologici, rinvenire traccia nelle campagne canavesane. L'area dell'AMI ebbe nel periodo imperiale anche una notevole importanza commerciale, essendo situata lungo la via delle Gallie che, tramite Augusta Praetoria (Aosta) e i valichi del piccolo e del Gran San Bernardo, collegava la Pianura Padana con la Gallia.

### Medioevo e Rinascimento

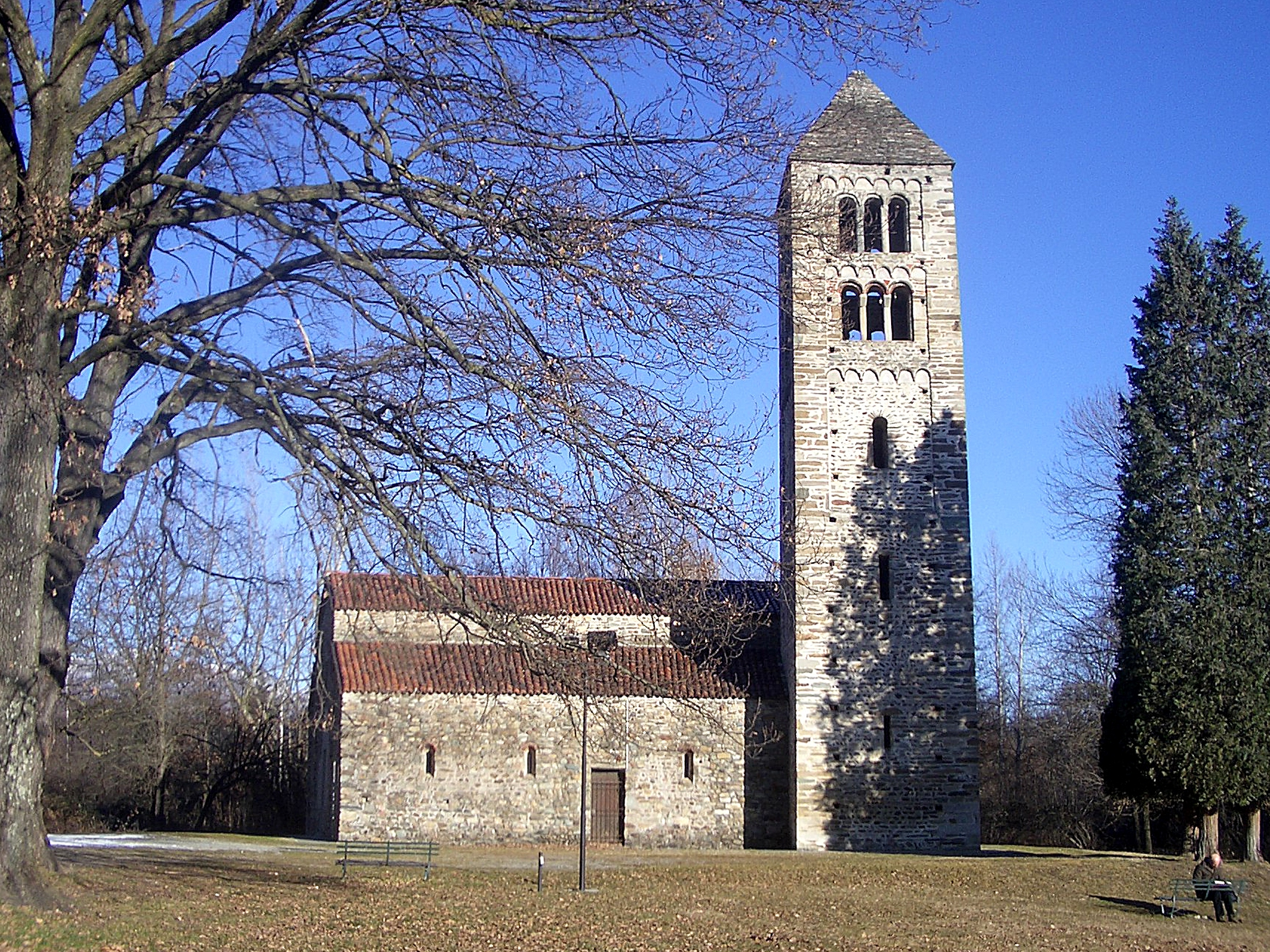
La chiesetta romanica di San Secondo (Magnano), sul versante biellese della Serra

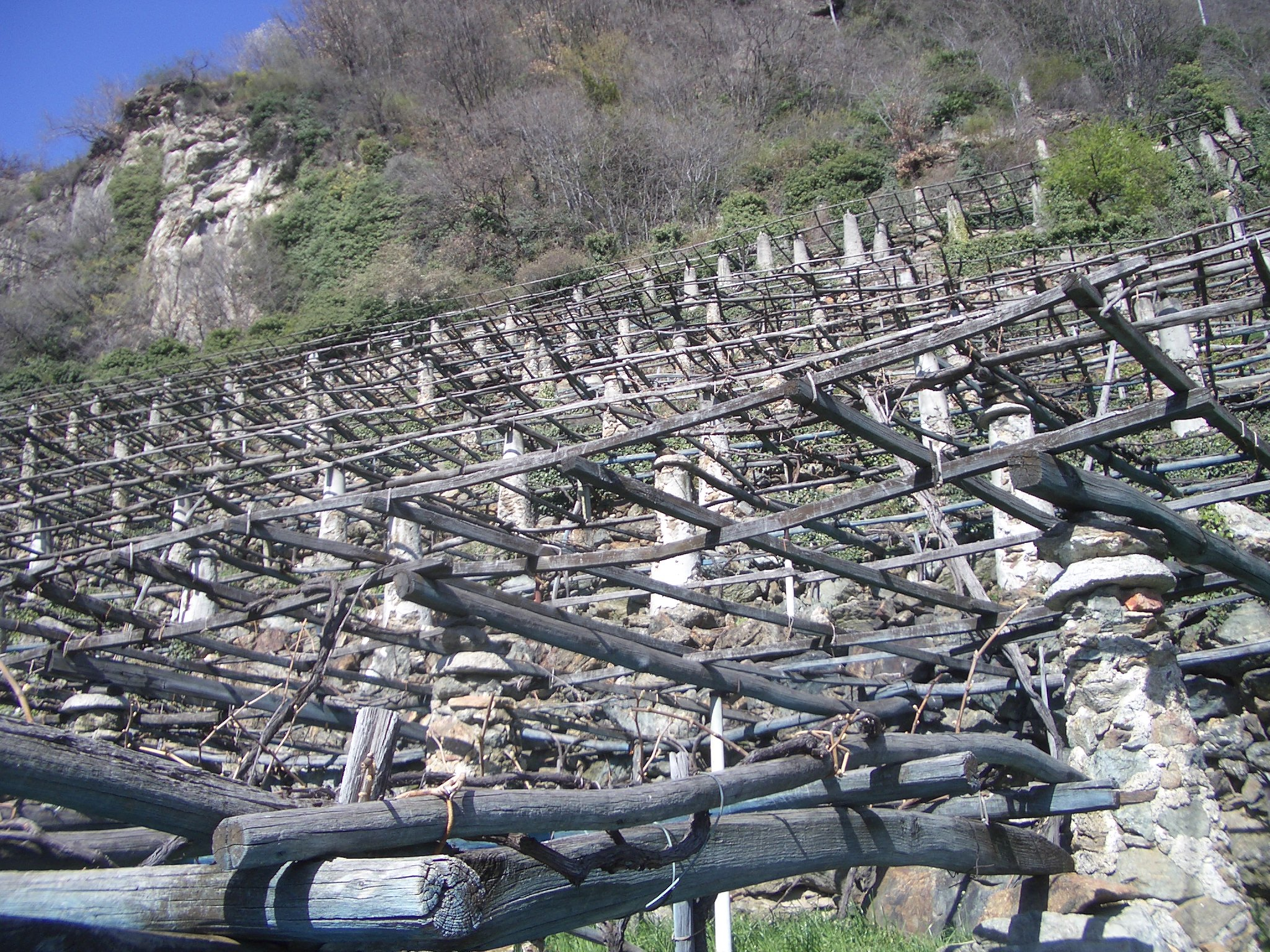
Le tipiche tòpie (pergole), tuttora utilizzate nella viticoltura tradizionale canavesana

Il periodo di crisi seguito alla caduta dell'Impero Romano e l'alto Medioevo furono anche nel Canavese politicamente ed economicamente molto travagliati. La zona passò varie volte di mano fino al definitivo passaggio sotto i Savoia, avvenuto nel 1356. Come già nell'antichità questa parte del Canavese nel Medioevo era percorsa da un'importante via di comunicazione: si trattava della Via Francigena, che dava modo ai pellegrini dell'Europa centro-settentrionale di raggiungere la città di Roma. Il suo tratto canavesano dopo l'uscita dalla Valle d'Aosta raggiungeva Ivrea e proseguiva verso sud-est costeggiando presumibilmente la Serra. In qualche modo legata alla presenza della Via Francigena è la fioritura dell'architettura romanica, che accanto ad edifici religiosi di notevole importanza punteggiò le colline moreniche di chiese e cappelle minori, spesso collocate in luoghi isolati. La sommità dei rilievi collinari che costituiscono l'AMI venne in molti casi utilizzata per la costruzione di castelli e di borghi che beneficiavano in questo modo di posizioni più facilmente difendibili e più salubri perché lontane dalle aree pianeggianti tendenzialmente paludose. La viticoltura, già praticata prima dell'arrivo dei Romani, nel Medioevo si consolidò e si espanse sui versanti collinari, favorita anche da un periodo di clima particolarmente mite. Alla coltura della vite si affiancava quella dell'olivo, che secondo alcuni studiosi era ancora più diffusa e veniva regolata da numerosi editti e normative locali. Nella fase finale dell'epoca medioevale, anche grazie alla relativa stabilità politica assicurata dallo stato sabaudo, la zona conobbe una discreta crescita economica; tra le varie opere realizzate in questo periodo è da segnalare il Naviglio di Ivrea, la cui costruzione come canale navigabile fu avviata da Amedeo VIII su disegno di Leonardo da Vinci con lo scopo di collegare la città di Ivrea a quella di Vercelli e di irrigare le campagne del Vercellese.

### Età moderna e contemporanea

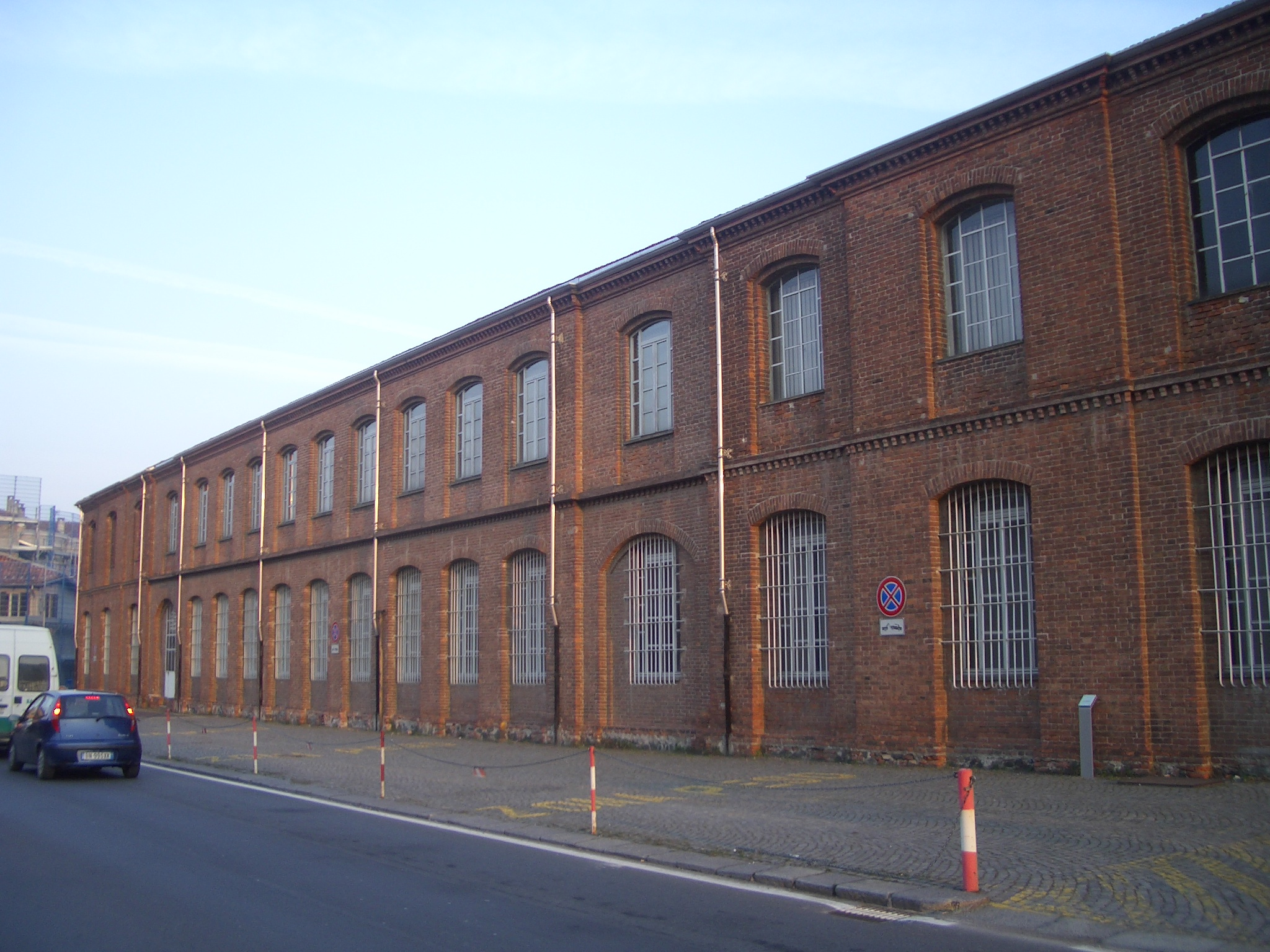
Ivrea: il primo stabilimento Olivetti, un'impresa che per decenni portò occupazione in molti comuni dell'AMI

Il raffreddamento del clima prodottosi tra l'inizio il XIV secolo e la metà del XIX secolo causò nell'area dell'AMI la scomparsa dell'olivicoltura; la viticultura continuò invece a essere assiduamente praticata, complice anche il generalizzato aumento della popolazione fino alla prima metà del XX secolo. Risalgono al periodo a cavallo tra l'Ottocento e il primo Novecento varie attività di bonifica delle zone umide dell'anfiteatro e di estrazione della torba, che cessò poi per la scarsa produttività e il limitato interesse economico del prodotto ottenuto. Con l'industrializzazione e il conseguente abbandono dell'attività agricola nelle zone meno fertili, sensibile specialmente nel secondo dopoguerra, i versanti meno favorevoli delle colline moreniche furono lasciati ad un naturale processo di rimboschimento mentre nelle zone più soleggiate venne conservata la coltura della vite, spesso allevata in forma tradizionale su terrazzamenti che ospitano alte pergole (in piemontese topie) sostenute da colonne circolari in pietra. Sempre nel secondo dopoguerra l'AMI fu interessato da una diffusa crescita dell'edificato, specie nell'area della pianura interna, e dalla costruzione di varie infrastrutture tra le quali l'autostrada Torino-Aosta e la A4/A5 - Diramazione Ivrea-Santhià, ovvero la cosiddetta Bretella. Alcune di queste infrastrutture, oltre che le campagne e i centri abitati della zona, furono pesantemente danneggiate dall'alluvione che colpì l'area dell'AMI nell'ottobre 2000 provocando l'esondazione della Dora Baltea e di vari altri corsi d'acqua piemontesi e valdostani.

## Protezione della natura

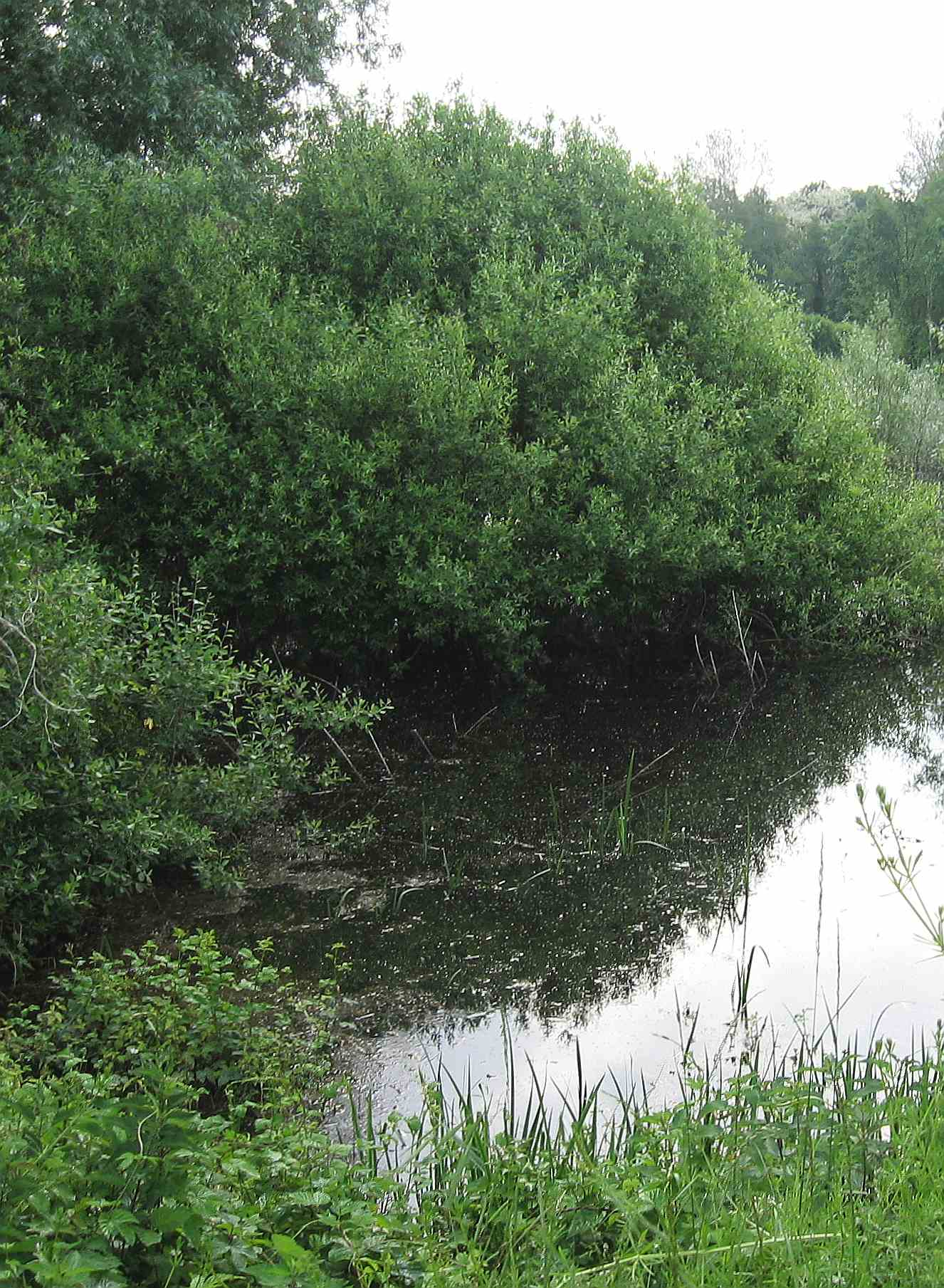
Zona umida nel SIC IT1130004 (lago di Bertignano)

Data l'importanza ambientale della colline moreniche e delle zone umide che esse racchiudono un'importante porzione dell'AMI è a vario titolo tutelata da un punto di vista naturalistico.
In particolare la Regione Piemonte ha istituito nel 1995 il Parco Naturale di Interesse Provinciale del Lago di Candia.
Sempre in Provincia di Torino e nella zona dell'AMI ricadono i seguenti Siti di Interesse Comunitario: Monti Pelati e Torre Cives (cod.IT1110013), lago di Viverone (cod.IT1110020), laghi di Ivrea (cod.IT1110021), laghi di Meugliano e Alice (cod.IT1110034), Scarmagno - Torre Canavese (morena destra d'Ivrea) (cod.IT1110047), Mulino Vecchio (cod.IT1110050), Serra di Ivrea (cod.IT1110057, parzialmente in provincia di Biella), lago di Maglione e Moncrivello (cod.IT1110061), stagno interrato di Settimo Rottaro (cod.IT1110062), boschi e paludi di Bellavista (cod.IT1110063), palude di Romano Canavese (cod.IT1110064), Isolotto del Ritano (Dora Baltea) (cod.IT1120013); ad essi si aggiunge, in Provincia di Biella, il SIC Lago di Bertignano (Viverone) e stagno presso la strada per Roppolo (cod.IT1130004). Vari di questi siti sono stati anche designati come ZSC
L'anfiteatro morenico nel suo complesso è anche stato individuato dalla Provincia di Torino come geosito. Tale riconoscimento non comporta per ora, come nel caso delle riserve naturali, una tutela diretta della zona; la classificazione dovrebbe però essere presa in considerazione in fase di pianificazione urbanistica, nella redazione di documenti di programmazione territoriale e nella scelta degli strumenti per una eventuale valorizzazione turistica delle aree interessate.

## Turismo e sport

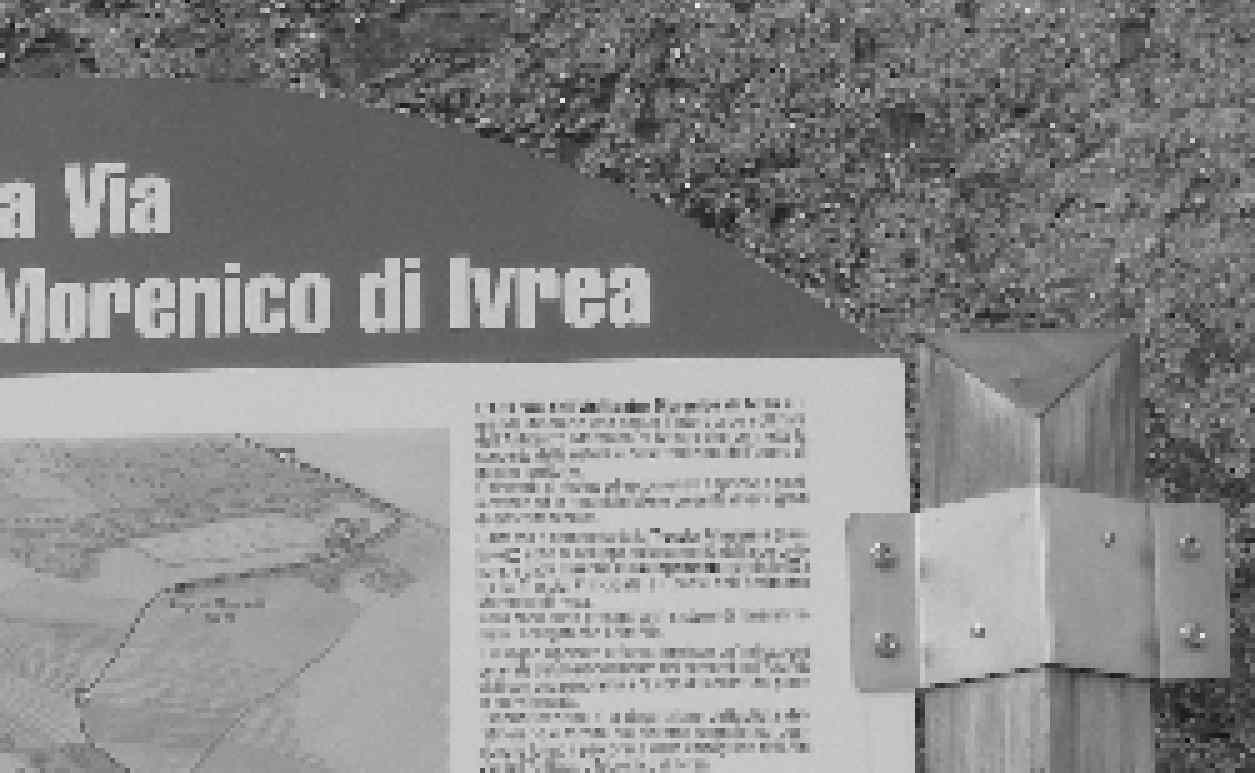
Alta Via dell'Anfiteatro Morenico di Ivrea: dettaglio bacheca informativa

L'area dell'anfiteatro morenico comprende al suo interno alcune frequentate mete turistiche quali il lago di Viverone e il lago Sirio, attorno a cui si è sviluppata da tempo una discreta rete di strutture ricettive quali campeggi, hotel e ristoranti di vario tipo. Le acque dei due laghi sono balneabili e, nel caso di quello di Viverone, una linea pubblica di navigazione collega i principali centri abitati della costa.
Più di recente alcune iniziative di promozione turistica dell'anfiteatro in quanto tale sono state prese dall'Ecomuseo dell'Anfiteatro Morenico di Ivrea, una associazione senza fini di lucro costituitasi nel 2008 e che riunisce 14 comuni della zona, la Comunità Collinare Piccolo Anfiteatro Morenico Canavesano nonché varie associazioni e soggetti di diritto privato. Partecipava all'iniziativa anche la Comunità Montana Val Chiusella, soppressa poi nel 2012. Oltre all'attività propriamente museale vengono organizzati e/o promossi vari tipi di eventi quali spettacoli teatrali, concerti, seminari ed escursioni tematiche.
Nell'area esistono numerosi itinerari escursionistici segnalati; quello più strettamente correlato alla conformazione geologica dell'AMI è senza dubbio l'Alta Via dell'Anfiteatro Morenico di Ivrea, la cui traccia principale, dello sviluppo di circa 120 km, percorre integralmente la cerchia collinare esterna dell'AMI partendo da Andrate e terminando a Brosso. A corredo del percorso principale esistono vari itinerari di collegamento che permettono di raggiungere la traccia principale dai centri abitati circostanti. Sono state inoltre segnate una estensione del trekking nella zona dei 5 laghi di Ivrea, alcune varianti alla traccia principale e vari itinerari tematici. Tutti questi percorsi sono percorribili a piedi o a cavallo e, in genere, anche in mountain bike. Un altro importante itinerario escursionistico che attraversa in senso nord-sud l'AMI è la Via Francigena, che recupera il già citato itinerario dei pellegrini medioevali. La parte nord-orientale dell'AMI è anche interessata dalla GtB (Grande traversata del Biellese).
Numerosi sono anche gli eventi sportivi; in particolare è da segnalare una classica del podismo piemontese, la 5 laghi, giunta nel 2010 alla sua 33ª edizione. La competizione, di circa 25 km di lunghezza, si svolge nella zona dei 5 laghi e transita per buona parte su sentieri e piste sterrate. Più strettamente collegato ai percorsi escursionistici visti in precedenza è il Morenic Trail, un trail individuale o a staffette che si sviluppa per 109 km seguendo la traccia principale dell'Alta Via dell'Anfiteatro Morenico di Ivrea.